# カットメウティア線
カットメウティア線（カットメウティアえん、インドネシア語：Kereta api perintis Cut Meutia、旧路線名：アチェ・パイオニア線、Kereta Api Perintis Aceh）は、PT KAI(インドネシア鉄道会社)が運営するインドネシア共和国アチェ州のムアラサトゥ駅からクタブラン駅を結ぶ路線である。

## 概要
アチェ州ではオランダ領東インド時代から鉄道が運行されており、バンダ・アチェから北スマトラ州のランカットを結んでいた。1982年に廃止されてからは、アチェでは鉄道の運行がなくなり、既存の駅や鉄道は老朽化が進んだ。 1996年にランカットからアチェ州間での路線を再開する試みは、2キロメートルの線路を敷設した後、資金難のために中止された。再び2000年に5キロメートルの別の区間で敷設されたが、資金不足のため建設は中止された。
2002年にスマトラ島の知事の間でスマトラ横断鉄道の復活に関する合意が成立し、この鉄道によりアチェ州とスマトラ島内の各都市との接続が復活することなった。2004年のスマトラ沖地震の後、フランスからの復興支援は、フランス国鉄(SNCF)を通じて実施された。これには、標準軌で再敷設される11.35キロメートルの区間が含まれていた。
2013年12月1日のアチェ・パイオニア線として開業してから一ヶ月の間に試験走行が行われ、同時に一般向けの試乗が行われた。総距離は29.45kmであり、軌間幅は、インドネシアで一般的な1,067mm(狭軌)ではなく、1,435mm(標準軌)を採用している。PT INKA製のKRDI(MH102形気動車)を導入しており、標準軌仕様となっている。
当路線は乗客人数の不足のために2014年7月から運休となっていたが、2016年11月3日にはカット・メウティア線と改称され運行を再開した。車両は運休の間はブンカイ車両基地で休車となっていた。運行再開後は、クルン・マネからクルエン・ゲウクエを11.3キロメートルを走行する。クルン・マネ駅でカット・メウティア線の運行再開式典が行われた。 
2023年6月1日、カットメウティア線の運行区間がクタブラン駅まで延伸され、総距離は21.4キロメートルとなった。2025年2月1日、カットメウティア線の運行区間がさらに、ロークスマウェ市のムアラサトゥ駅まで延伸され、総距離は29.45キロメートルとなった。

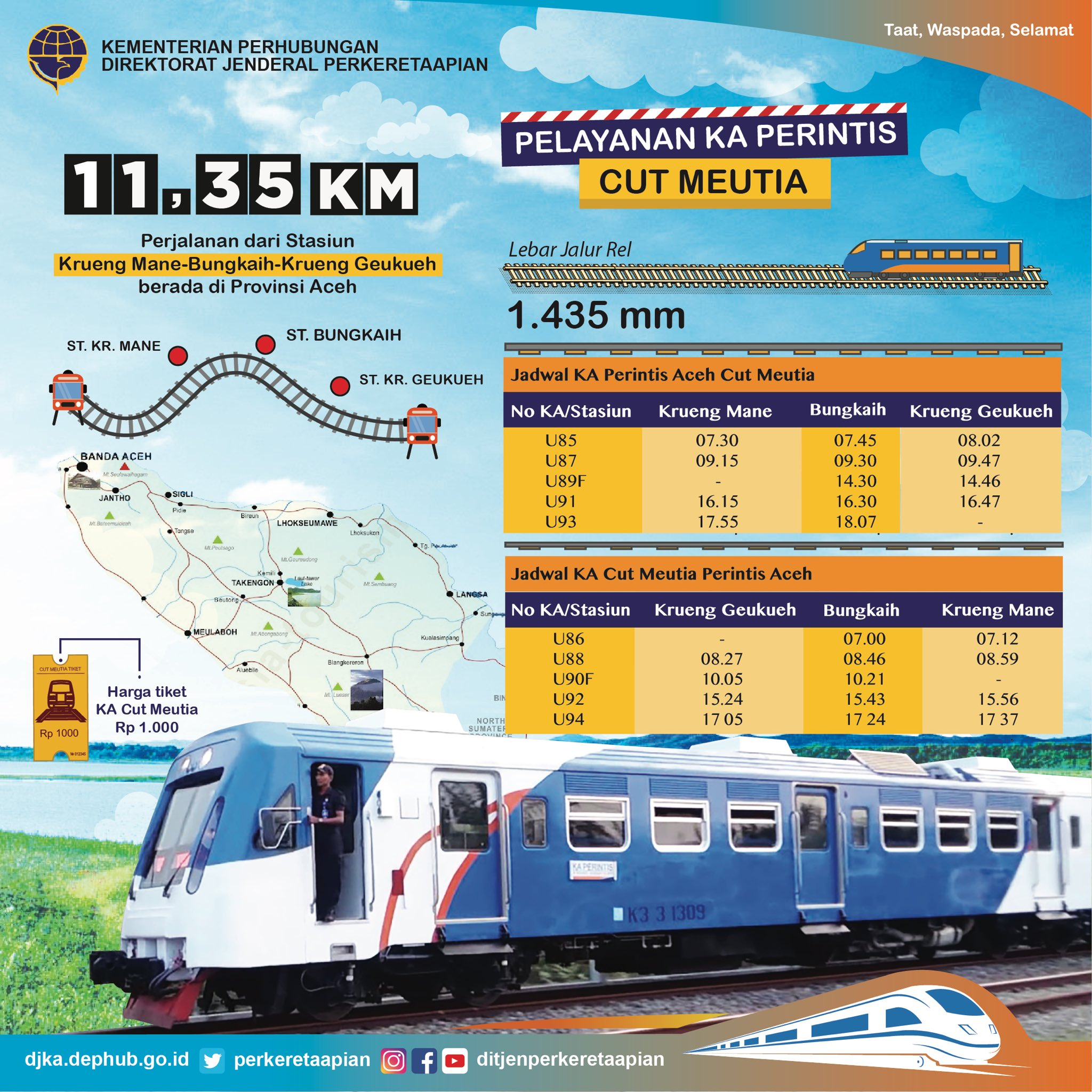
2021年ダイヤ改正前の「カット・メウティア」の時刻表（運輸省鉄道総局）

路線名の由来は、アチェ地方の歴史上の英雄「カット・ニャック・メウティア」に由来する。

## 運行
カットメウティア線に使用されるMH102形気動車の定員は192名であり、所要時間は1時間21分で、運賃はIDR 2,000.00 である。2023年6月時点では、始発列車はクルエン・ゲウクエ駅発が7時20分、終発列車はクタブラン発17時35分で、1日4往復運行される。料金が安く移動距離が短いため、地元の人たち（特に学生）はレジャー用途の交通手段として利用される。当路線の運営にはインドネシア政府から補助金を受けており、2021年には188億ルピア（約120万米ドル）を支給される予定である。同社は2022年を通じて32,936人の乗降客数を記録した。2023年のの乗降客数は、88,508人となった。

## 駅一覧
| 駅番号 | 駅コード | 駅名                              | 地域             | 地域     |
| ------ | -------- | --------------------------------- | ---------------- | -------- |
| CM 06  | KBL      | クタブラン Kutablang              | ビルエン県       | アチェ州 |
| CM 05  | GRK      | ゲルコグ Geurugok                 | ビルエン県       | アチェ州 |
| CM 04  | KRM      | クルン・マネ Krueng Mane          | 北アチェ県       | アチェ州 |
| CM 03  | BKH      | ブンカイ Bungkaih                 | 北アチェ県       | アチェ州 |
| CM 02  | KRG      | クルエン・ゲウクエ Krueng Geukueh | 北アチェ県       | アチェ州 |
| CM 01  | MUS      | ムアラサトゥ Muara Satu           | ロークスマウェ市 | アチェ州 |

## ギャラリー

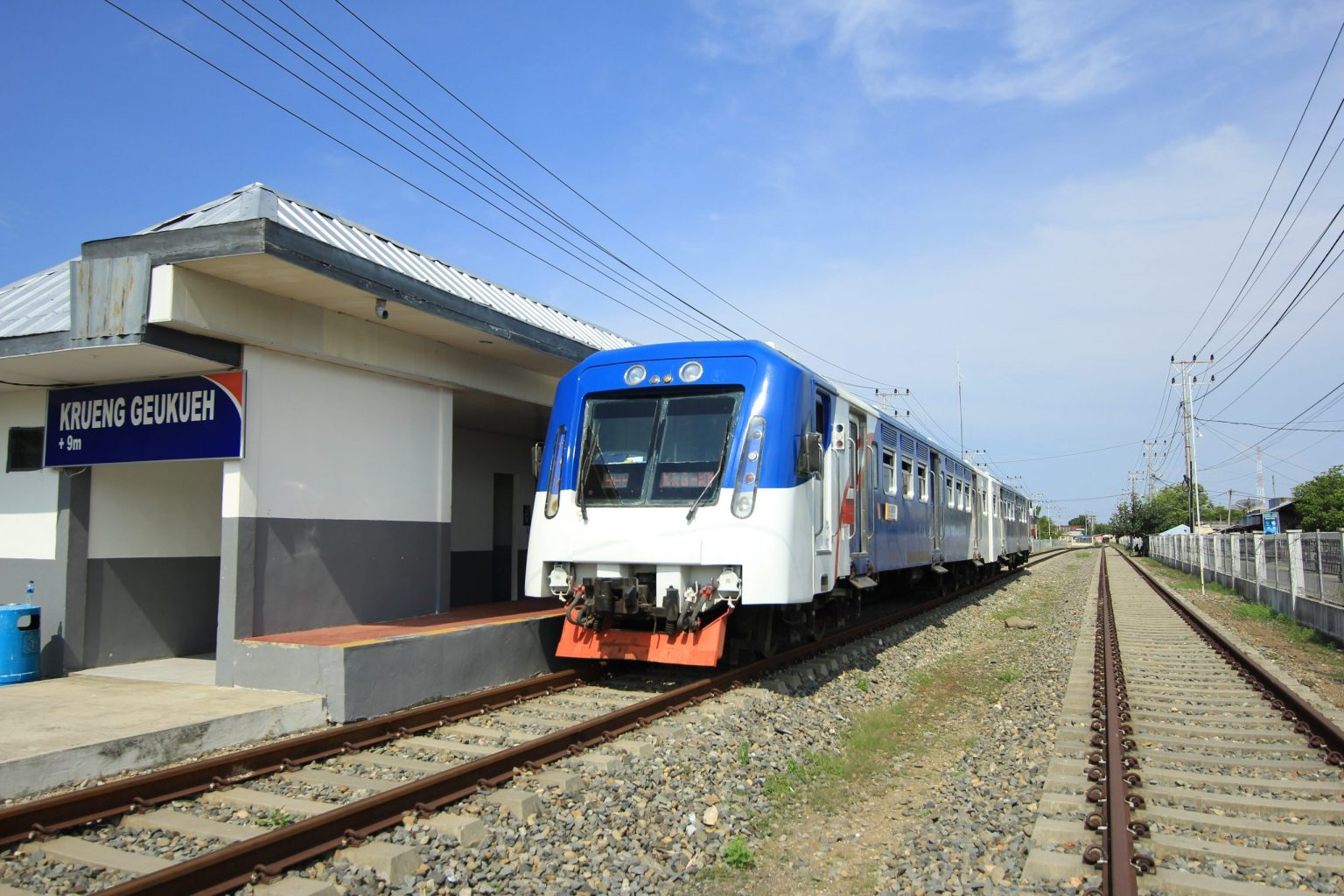
カットメウティア線用編成の旧塗装(2019年)